# St. Francis (Minnesota)
St. Francis é uma cidade localizada no estado americano de Minnesota, no Condado de Anoka.

## Demografia
Segundo o censo americano de 2000, a sua população era de 4910 habitantes.

## Geografia
De acordo com o United States Census Bureau tem uma área de
61,5 km², dos quais 60,4 km² cobertos por terra e 1,1 km² cobertos por água.

## Localidades na vizinhança
O diagrama seguinte representa as localidades num raio de 16 km ao redor de St. Francis.